# Johann Laurentius Gasser
Pour les articles homonymes, voir Gasser.
Johann Laurentius Gasser était un anatomiste du XVIIIe siècle, né en Autriche en 1723 et mort en 1765.
Son nom a été donné un ganglion nerveux, le ganglion de Gasser (ganglion Gasseri ou ganglion trigéminal), qui est le ganglion nerveux sensitif du nerf trijumeau (cinquième paire de nerfs crâniens, correspondant au nerf le plus gros, qui innerve la face). Ce nerf est au trijumeau ce que les ganglions rachidiens postérieurs sont aux nerfs spinaux. Il se situe dans une fossette appelée cavum de Meckel et située sur la base du crâne (sur la face endocranienne antérieure du rocher du temporal). De ce ganglion émergent les 3 branches terminales du trijumeau : les nerfs ophtalmique (V1), maxillaire (V2) et mandibulaire (V3).

On retrouve aussi son nom dans des expressions dérivées, telles que « gassérectomie », l'ablation du ganglion de Gasser, « pratiquée en cas de névralgie faciale rebelle ».